# Falsomoechotypoides excavatipennis
Falsomoechotypoides excavatipennis là một loài bọ cánh cứng trong họ Cerambycidae.